# A távszerviz
A távszerviz az Üzenet a jövőből – A Mézga család különös kalandjai című magyar rajzfilmsorozat első része, a sorozat első epizódjaként a Mézga család bemutatkozó része, amelyet 1968-ban készítettek.

## Cselekmény
A Mézga család vacsora után arra készül, hogy megnézik az „Üveges tyúkszemek” című krimit a tévében. Aladár azonban kivesz belőle néhány alkatrészt egy találmánya építéséhez. A szellemképes készüléket Paula unszolására Gézának kellene megjavítania, aki a működő televízióhoz hozzáérve áramütést szenved, és vele együtt Paula, és a család kutyája, Blöki is. Paula és Kriszta nem tehetnek mást, átmennek Máris szomszédhoz tévét nézni, akinél már így is hatalmas tömeg zsúfolódott össze.
A tanácstalan Géza benyit Aladár szobájába, akit nem érdekel a tévé. Döbbenten látja, hogy a gyerek átalakította a rádió-vevőkészüléküket adóvevővé egy esernyő és Blöki (a földelés) segítségével. A rádió nehezen fogja be a jeleket, ám amikor a dühös Géza rácsap egyet, váratlanul egy furcsa bejelentkezés történik. Nem mással lép kapcsolatba téren és időn keresztül, mint XXX. századi leszármazottjával, MZ/X-szel (Mézga törve X-szel).
A 125 éves, de friss és fiatalos távoli leszármazottja a rákosszentmihályi toronyvárosból hívja őket, és egy különös, rövidítéseken alapuló újmagyar nyelven, fordítógép segítségével képesek megérteni egymást. Géza elpanaszolja az általa csak Öcsinek hívott MZ/X-nek, hogy tönkrement a tévéjük. MZ/X közli velük, hogy tud nekik küldeni fénypostával, ám az első próbálkozás sikertelen lesz. Ugyanis amikor Öcsi gondolatátvitel segítségével leolvassa a tévé kapcsolási rajzát, hogy legyárthassa, a képbe egy légy is belekerül, így a legyártott tévé elkezd összevissza repkedni és végül le kell lőni – csúzlival („titkos fegyver”). Így helyette egy valóságkép-sugárzó készüléket küld. Ezután Öcsi kikapcsolja a rádiót, mert a túlzott használattól „begerjed” az időkibővítője. Géza beüzemeli a készüléket, amely egyfajta holografikus vetítő: a szoba közepén élethűen jeleníti meg a műsort. Diadalmasan megy el a feleségéért, aki szintén elámul azon, amit lát. Csakhogy amikor elkezdődik a híradó, és benne öntözést mutatnak, kiderül, hogy a műsor olyannyira valósághűen jelenik meg, hogy az egész lakást elönti a víz.

## Alkotók
- Rendezte: Nepp József
- Írta: Nepp József, Romhányi József
- Zenéjét szerezte: Deák Tamás
- Operatőr: Bacsó Zoltán, Klausz Alfréd, Nagy Csaba
- Hangmérnök: Horváth Domonkos
- Vágó: Czipauer János
- Háttér: Szoboszlay Péter
- Rajzolták: Csiszér Ágnes, Vásárhelyi Magda
- Animációs munkatárs: Gémes József
- Munkatársak: Ács Karola, Csonkaréti Károly, Hódy Béláné, Kiss Lajos, Kökény Anikó, Lőrincz Árpád, Paál Klára, Stadler János, Szabó Judit, Szántai Lajosné, Tormási Gizella, Zoltán Annamária
- Színes technika: Boros Magda, Dobrányi Géza, Fülöp Géza, Kun Irén
- Tanácsadók: Balla Katalin, Gáll István, Székely Sándorné
- Gyártásvezető: Kunz Román

Készítette a Magyar Televízió megbízásából a Pannónia Filmstúdió

## Szereplők
- Mézga Géza: Harkányi Endre
- Mézgáné Rezovits Paula: Győri Ilona
- Mézga Kriszta: Földessy Margit
- Mézga Aladár: Némethy Attila
- Dr. Máris Ottokár: Tomanek Nándor
- MZ/X: Somogyvári Rudolf
- TV-bemondó: Egressy István
- Rádióbemondó: Szakáts Miklós
- Filmbeli felügyelő a légy-TV-n: Angyal Sándor
- Cinke Panni: Harangozó Teri (ének)

## Utalások
- A valóságkép-sugárzó elsőként Harangozó Teri Sose fájjon a fejed című dalát közvetíti.
- MZ/X állítása szerint a rákosszentmihályi toronyvárosból beszél.

## Kiadása
Az epizódot 2001. október 24-én kiadták DVD-n A Mézga család – Üzenet a jövőből 1. kötetben, az elsők között. A még fennmaradt kópiák rossz minősége miatt a képkockákat digitálisan felújították, és ezt a változatot kezdték el forgalmazni. Később a Magyar Televízió és a Minimax műsorán ismétlésként is ez futott.